# خوان خوزه رودریگز (بازیکن فوتبال آرژانتین)
خوان خوزه رودریگز (اسپانیایی: Juan José Rodríguez‎؛ ۱۱ ژانویهٔ ۱۹۳۷ – ۲ ژوئن ۱۹۹۳) بازیکن فوتبال اهل آرژانتین بود.

## باشگاهی
از باشگاه‌هایی که در آن بازی کرده‌است می‌توان به باشگاه فوتبال بوکا جونیورز اشاره کرد.

## تیم ملی
وی همچنین در تیم ملی فوتبال آرژانتین بازی کرده‌است.